# Streliška ulica
Streliška ulica (deutsch: Schießstättgasse) ist der Name eine Straße im Stadtteil Poljane, Stadtbezirk Center von Ljubljana der Hauptstadt Sloweniens. Benannt ist sie nach einem Schießplatz, der Anfang des 19. Jahrhunderts in dieser Straße existierte.

## Geschichte
Die Schießstättgasse wurde 1876 angelegt und trägt bis heute den ursprünglichen Namen.

## Lage
Die Straße beginnt an der Ausfahrt aus dem Schlossbergtunnel zum Krek-Platz (Krekov trg) und verläuft etwa 800 Meter nach Südosten am östlichen Rand des Schlossbergs entlang bis über die Roška cesta zum Gruber-Steg, der ursprünglich Schießstättsteg hieß.

## Abzweigende Straßen
Die Straße berührt folgende Straßen und Orte (von Norden nach Süden): Lončarska steza (Hafnersteig), Strossmayerjeva ulica, Cesta slovenskih kmečkih uporov (Cesta na gradu), Ulica Janeza Pavla II., Zarnikova ulica, Kumanovska ulica und Slomškova ulica.